# Retinopatia hipertensiva
Retinopatia hipertensiva é a lesão à retina causada pela pressão sanguínea aumentada (hipertensão). 

## Causa
Hipertensão arterial começa sem sintomas e pode permanecer assintomática por muitos anos. A retinopatia hipertensiva pode ser o primeiro signo e  visão borrosa pode ser o primeiro sintoma.

## Sinais e sintomas
Os primeiros sinais são alterações vasculares que só podem ser vistos no exame de fundo de olho. Essas alterações da retina são muito comuns na população geral, chegando a afetar entre 3 e 14% dos maiores de 40 anos e a frequência aumenta com a idade. 
As lesões de retinopatia avançada são microaneurismas, hemorragias "flamejantes", alterações isquêmicas ("manchas de algodão"), exsudatos duros e em casos graves edema do disco óptico (papiledema), um anel de exsudatos em torno do retina ("estrela macular") e perda da acuidade visual, tipicamente devido ao envolvimento macular. Os casos mais graves incluem vasos 
Uma perda rápida da visão, associada a uma elevação brusca da pressão é chamado de retinopatia maligna aguda, parte de uma emergência hipertensiva, e pode causar cegueira se não tratada rapidamente. A emergência hipertensiva pode causar dor de cabeça, náusea, ansiedade e tontura.

## Diagnóstico
A gravidade da lesão é geralmente avaliada pelas características da vascularização em um exame de fundo de olho com a classificação de Keith Wagener Barker:
1. Estreitamento arteriolar e alteração do reflexo arteriolar leves
2. Estreitamento arteriolar, alteração do reflexo arteriolar moderada e cruzamento arteríolo-venular
3. Alterações do grau 2, hemorragia retiniana e exsudatos
4. Alterações do grau 3, papiledema, aneurismas e edema

## Tratamento
A hipertensão deve ser controlada com dieta reduzida em sódio e exercícios aeróbicos. Quando a dieta não é suficiente existem diversos medicamentos anti-hipertensivos como os Antagonista do receptor da angiotensina II, os IECA e os diuréticos que podem ser usados. Em emergências, um soro osmótico pode ser usado.